# 周善红
周善红（1968年—），江苏扬州人，汉族，中华人民共和国政治人物、企业家。

## 生平
毕业于潍坊学院成人教育学院企业管理专业，加入中国共产党。1994年，他举全部资产，加上多方筹措资金买下了潍坊一家濒临倒闭的外资汽车配件厂，走上了出资合股、挂靠大企业的发展之路。随后，他出资加入北汽福田股份有限公司，投资1800万元生产汽车配件；并出资2600万元兼并成立苏州宏原机电制造有限公司。2000年，回到家乡投资1亿多元组建了万顺集团。2013年，被选为全国人大代表。2018年2月24日，当选为第十三届全国人大代表。